# راين إن بلود
راين إن بلود (بالإنجليزية: Reign in Blood) هو ألبوم الستوديو الثالث وأول ألبوم يتم إصداره من قِبل علامة تجارية كبيرة، لفرقة الثراش ميتال الأمريكية «سلاير»، قامت شركة «تسجيلات ديف جام» بإصدار الألبوم في السابع من أكتوبر 1986، وهو أوّل عمل تعاونيٍّ مع المنتج التسجيلي ريك روبن، الذي ساعد نغمة الفرقة على التطور. استقبل كلٌ من النقاد والجمهور الألبوم بالامتداح، وكان الألبوم سببًا في جعل الانتباه موجهًا إلى الفرقة من قِبل جزء رئيسي من المستمعين لموسيقى الميتال. ساعد الألبوم في التعريف بنغمة فرَق الثراش ميتال الأمريكية الصاعدة في الثمانينات، وبقيتْ ذاتَ تأثير فيما بعد، وذلك إضافة إلى كلٍّ من الألبوم «أمونغ ذا ليفينغ» لفرقة «أنثراكس»، والألبوم «بيس سيلز... بت هوز باينغ؟» لفرقة «ميغاديث»، و«ماستر أوف بوبيتس» لفرقة «ميتاليكا».
أُجل إصدار الألبوم بسبب القلق بشأن كلماته وعمله الفني الغرافيكي، وخصوصًا بسبب الأغنية الافتتاحية «آنجيل أوف ديث» التي تشير إلى جوزيف منغيله، وتصف أفعالًا مثل التجارب على البشر، التي ارتكبها منغيله في معتقل أوشفيتز العسكري، كما أثارت الأغنية ادِّعاءات ضد «سلاير» بالتعاطف مع النازية، لكن الفرقة أعلنت مرات عديدة بأنها لا تتقبل النازية، وأنها لا تهتم بشيء سوى عملها. «راين إن بلود» هو أول ألبوم لـ«سلاير» يدخل في قائمة «بيلبورد 200»، حيث احتل المرتبة رقم 94، واعتُمد الألبوم كـ«ألبوم ذهبي» في العشرين من نوفمبر 1992.

## تغيير شركة التسجيل
تبعًا للاستقبال الإيجابي الذي حصل عليه ألبوم «سلاير» السابق «هيل أويتس»، اعتَبر منتِج الفرقة ومديرها بريان سلاغل أن الفرقة كانت في وضعية تُؤهلها لاقتناص الـ«الوقت العظيم» في ألبومهم القادم. تفاوض سلاغل مع علامات تجارية تسجيلية عدَّة، منها وتسجيلات ديف جام لريك روبن وروسيل سيمونز. لكن سلاغل تراجع عن جعل الفرقة تُسجِّل لدى العلامة التجارية التي كانت بصورة أساسية للهيب-هوب. كان طبّال الفرقة ديف لومباردو يعرف باهتمام ريك روبن، فبدأ بالاتصال معه. لكن كان الأعضاء المتبقّون من الفرقة خائفين عند مغادرة تسجيلات «ميتال بليد»، التي كانوا لتوِّهم متعاقدين معها.
اتَّصل لومباردو بتسجيلات كولومبيا، وهي الشركة الناشرة في تسجيلات ديف جام، وحضَّر ليبدأ مع روبن، الذي وافق إلى جانب المصوِّر غلين إي فريدمان، على حضور إحدى الحفلات الموسيقية للفرقة. أصدر فريدمان قبل ذلك ألبومًا لفرقة «سوسيدال تندينسيز» يحمل نفس اسم الفرقة، ظهر في الألبوم مغني الفرقة توم أرايا كضيف في الفيديو الموسيقي للأغنية المنفردة «إنستيتيوشينالايزد»، إلى جانب مغني فرقة «سوسيدال تندينسيز» وهو مايك موير، وفي وقت مقارب، سأل روبن سؤالًا لفريدمان إذا كان قد عرف «سلاير» أم لا.
تفاجأ عازف الإيتار جيف هانيمان باهتمام روبن بالفرقة، وأخذ فكرة أوّلية عن عمله مع فناني الهيب-هوب «رن دي إم سي» و«إل إل كول جي». وخلال زيارة قام بها سلاغل إلى اجتماع موسيقي أوروبي، تحدَّث روبن مع الفرقة بصورة مباشرة، ودفعهم إلى التسجيل مع تسجيلات ديف جام. أثنى سلاغل على روبن بشكل شخصي، وقال أن روبن كان أكثر المتحمسين من بين جميع المقابلين الذي أجرت الفرقة مفاوضات معهم. بعد الموافقة، أخذ فريدمان أعضاء الفرقة إلى سياتل لمدة يومين لأهداف الشهرة، واحتمال تسجيل جديد، وصور من أجل حجز جولة، شعَر روبن بأنه لم يكنْ هنالك أيّ صور جيدة للفرقة قبل ذلك الحدث. إحدى الصور استُخدمت في الغلاف الخلفي للتسجيل «ساوث أوف هيفن» الذي أنتجته الفرقة عام 1988. أصبح الألبوم تابعًا لتسجيلات أميريكان روكوردينغز بعد إنهاء روبن لشراكته مع روسيل سيمونز، وكان واحدًا من اثنين فقط من منتَجات ديف جام التي تم توزيعها بواسطة تسجيلات غيفن من خلال تسجيلات وارنر برذرز؛ بسبب رفض الموزع الأصلي لإصدار عملٍ للفرقة.

## التسجيل
تم إصدار وإنتاج الألبوم في لوس أنجلوس بالاشتراك مع روبن، وكان الألبوم أوّل تجربة لروبن مع موسيقى الهيفي ميتال، كما أدى منظوره الجديد إلى تغير شديد في نغمة «سلاير». اعتقدَ ستيف هيوي من موقع «أول ميوزيك» بأن روبن كوَّن أغانيَ أشد وأسرع للفرقة، وقدَّم أغاني منتَجة بنقاء تتعارض بشدة مع التسجيلات السابقة. نتج هذا في التغييرات الشديدة التي حصلت لنغمة الفرقة، وغيَّر شعور المستمعين تجاه الفرقة، وفي ذلك الوقت قال توم أرايا بأن التسجيلين السابقين لم يكونا أفضل من «راين إن بلود» في الإنتاج. وقال عازف الإيتار كيري كينغ: «لقد كان ذلك مثل 'يا للهول، يمكنك الاستماع إلى كلّ شيء، وهؤلاء الأشخاص لا يقومون بالعزف بسرعة فقط؛ هذه الملاحظات متعلقة بالوقت'».
اعترف جيف هانيمان فيما بعد بأنه عندما كانت الفرقة تستمع إلى فرقتَي «ميتاليكا» و«ميغاديث»، كان أعضاؤها يجدون تكرارًا في الكلل في العزفات التي ينشئها الإيتار، حيث قال: «إذا أدَّينا بيتًا مرتين أو ثلاث، نَشعر بالملل به؛ لذلك لم نكنْ نحاول أن نجعل الأغاني أقصر- ذلك فقط ما كنا نتجه إليه،» وذلك ما نتج في المُدة القصيرة للألبوم وهي 29 دقيقة. وقال كينغ قبل ذلك بأنه عندما كانت المدة التي اتجهت الفرقة لتحقيقها في تسجيلاتها كانت حوالي الساعة: «يوجد احتمال أن تخسر هذا الجزء؛ يمكنك أن تقتطع هذه الأغنية كلّها، وتصنع تسجيلًا أعنف بكثير، ذلك ما كنا جميعًا نريده.» عندما تم الانتهاء من الألبوم، التقت الفرقة مع روبن، الذي سأل: «هل تهتمون بمدى قِصَره؟» نظرَ أعضاء الفرقة إلى بعضهم، وردّوا قائلين: «إذن ماذا؟». كان الألبوم بأكمله على جانب واحد من الشريط الصوتي، ووصَفه كينغ بالـ«أنيق» قائلًا: «تستطيع أن تستمع إليه، وتتفحصه من أوله إلى آخره، ثم تشغله من جديد.» موسيقى الألبوم شديدة وذات إيقاع أسرع من الإصدارات السابقة، وذلك ما ساعدَ على تضييق الفجوة بين الثراش ميتال والنوع الذي سبقه وهو الهاردكور بانك، وقد تمت تأديته بما معدله 220 بيت في الدقيقة.

## تقييم النقاد
على الرغم من الألبوم لم يُعرَض راديويًا على الهواء، كان أول إصدارات «سلاير» التي تدخل في قائمة «بيلبورد 200»، حيث كان في بداية إصداره في المرتبة رقم 127، وبلغ المرتبة الأعلى له وهي المرتبة رقم 94 في أسبوعه السادس، واعتُمد الألبوم كألبوم «ذهبي» في الولايات المتحدة.
استقبلت الصحف الرئيسية وغير المشهورة الألبوم بالإشادة، ففي تقييم موقع «أول ميوزيك»، الذي أُسس عام 1991، وَسم ستيف هيوي الألبوم بخمس نجمات من خمس، واصفًا إياه بـ«قياسيّ خالٍ من المشاعر». أما الناقد كلاي جارفيس من مجلة «ستايلوس (Stylus)» فوسم الألبوم بدرجة "A+"، حيث وصفه بـ«مُعرِّف النوع الموسيقي»، كما وصفه بـ«أعظم ألبوم ميتال على مَرِّ التاريخ.» ووصفته مجلة «كيرانغ!» بأنه «الألبوم الأشد من بين الكل،» وأُدرج الألبوم في قائمة «أعظم 100 ألبوم هيفي ميتال على مَرِّ التاريخ»، ووصفتْ مجلة «ميتال هامر» الألبومَ بـ«أفضل ألبوم ميتال في الـ20 سنة الأخيرة.» وأدرجتْ مجلة «كيو» الألبوم في قائمتها لـ«أشد 50 ألبوم على مَرِّ التاريخ»، ووضعته مجلة «سبين» في قائمتها لـ«أعظم الألبومات من 1985 إلى 2005». أما الناقد تشاد بوار فقال: ""راين إن بلود«لعام 1986 هو على الأرجح أفضل ما سُجِّل من الثراش ميتال على الإطلاق.» وفي أغسطس 2014، وضعتْ مجلة «ريفولفر» الألبوم في قائمة «14 ألبوم ثراش تحتاج إلى أن تمتلكها».
وقال أدرين بيغراند من مجلة «بوب ماترز»: «لا يوجد أغنية للبدء بها أفضل من الأغنية المنتَجة ببراعة 'آنجيل أوف ديث'، أحد أبرز الأغاني في تاريخ الميتال، حيث يُردِّد عازفا الإيتار كيري كينغ وجيف هانيمان عباراتهما المعقدة، ويستعرض الطَّبال ديف لومباردو أحد أقوى التطبيلات المسجَّلة على الإطلاق، ويصرخ المغني/عازف البيس توم أرايا ويتحدث بغضب مثل القطط الغاضبة عن قصته عن مجرم الحرب النازي جوزيف منغيله.» وقال كيري كينغ حين سئل عن سبب احتفاظ الألبوم بشهرته: «لو أصدرت راين إن بلود في الوقت الحاضر، لما منحه أحد شيئًا، لقد كان في وقته؛ لقد كان تغييرًا في النغمة، لم يستمع أحد إلى تسجيل ثراش ميتال جيد مثله في ذلك الزمن مطلقًا، لقد كان حزمة من الأشياء التي جاءت معًا دفعة واحدة.»

## انفصال ديف لومباردو
أطلقت فرقة "سلاير" جولة "راين إن باين" مع فرقتَي "أوفركيل (Overkill)" في الولايات المتحدة، و"ماليس" في أوروبا، كما شاركوا في العمل الفني الافتتاحي في جولة الفرقة "دبليو.إيه.إس.بي" في الولايات المتحدة عام 1987. غادر لومباردو الفرقة في أواخر نوفمبر 1986، حيث قال: لم أجمع أي أموال، أعتقد أنني لم أفعل شيئًا سوى الزواج، وأردتُ إذا كنا سنقوم بإنتاج الألبوم احترافيًا – لدى علامة تجارية كبيرة – أن أقوم بسد الأجور والديون التي علي." وقامت فرقة "سلاير" بجلب توني سكوغليون من فرقة "ويبلاش" لإكمال الجولة. اتصل روبن بِلومباردو مُصرًّا عليه أن يعود، وتبرع له بمبلغ من المال، لكنه ظل رافضًا العودة، عندئذ كان لومباردو قد ترك الفرقة لأشهر، لكن زوجته قد أقنعته بأن يعود عام 1987، وجاء روبن إلى منزله وأخذه معه إلى أحد بروفات "سلاير".

## الإرث
اعتُبر النقاد الألبوم «راين إن بلود»: «أحد أكثر ألبومات الثراش ميتال تأثيرًا على الإطلاق»، وامتدحت قناة «إم تي في» ما وصفته بـ«البنية منخفضة النغمة، ولعقات الإيتار المُعدية، وكلمات الأغاني ذات المظهر العنيف وعمل فني مريع،» وقالت: «موسيقى سلاير كانت سببًا مباشرًا في ظهور الديث ميتال.» وأُدرج الألبوم في قائمة «آي جي إن» لـ«أكثر 25 ألبوم ميتال تأثيرًا». وعندما سئل كيري كينغ عام 1994 عن الضغط الذي واجهته الفرقة بسبب «راين إن بلود»، رد كينغ قائلًا أن «الفرقة لم تحاول أن تجعله أفضل، بل كان أحرًى بها أن تنوي صناعة الموسيقى»، وفي عام 2006، قام دون كاي من موقع «بلابرماوث.كوم (Blabbermouth.com)» بمقارنة بين ألبومي الفرقة «راين إن بلود» والألبوم «كريست إلوجن»، واستنتج أن «سلاير قد لا تستطيع مطلقًا أن تنتج ألبومًا هائجًا مثل «راين إن بلود» مرة أخرى.»
وتأثر مغني الراب نيكرو بالألبوم بشدة، ودوّن أن الألبوم أرجعه إلى زمن الثمانينات، ووصف زولتان فاركاس مغني فرقة «إكتومورف» الألبوم بأنه أحد التأثيرات الأساسية فيه، أما باول مازوركيفتش من «كانيبال كوربس» فقال بأن أداء ديف لومباردو في الألبوم ساعده ليعزف بصورة أسرع طوال مسيرته، وقال كيلي شيفر من فرقة «أثيست» «عندما جاء «راين إن بلود» غيَّر كل شيء! إنه ببساطة أفضل تسجيل إكستريم ميتال على الإطلاق!».
وقال جيف هانيمان بأن الألبوم هو الأفضل بالنسبة إليه شخصيًا، معيلًا السبب إلى كونه «قصيرًا جدًا وسريعًا وفي صميم الموضوع.» أما توم أرايا فقال عن الألبوم «كريست إلوجن» بأنه «قريب منه» (أي قريب من الألبوم «راين إن بلود»)، لكن قال: «لا يمكن لشيء أن يتفوق على «راين إن بلود» في الشدة والصدمة، لم يسمع أحد شيئًا مثله من قبل. في الأعوام العشرين ما بين الألبومين، كان الناس قد أصبحوا أقل إحساسًا؛ ما كان فوق القمة ربما لم يعد كذلك لاحقًا.»

## العروض المباشرة

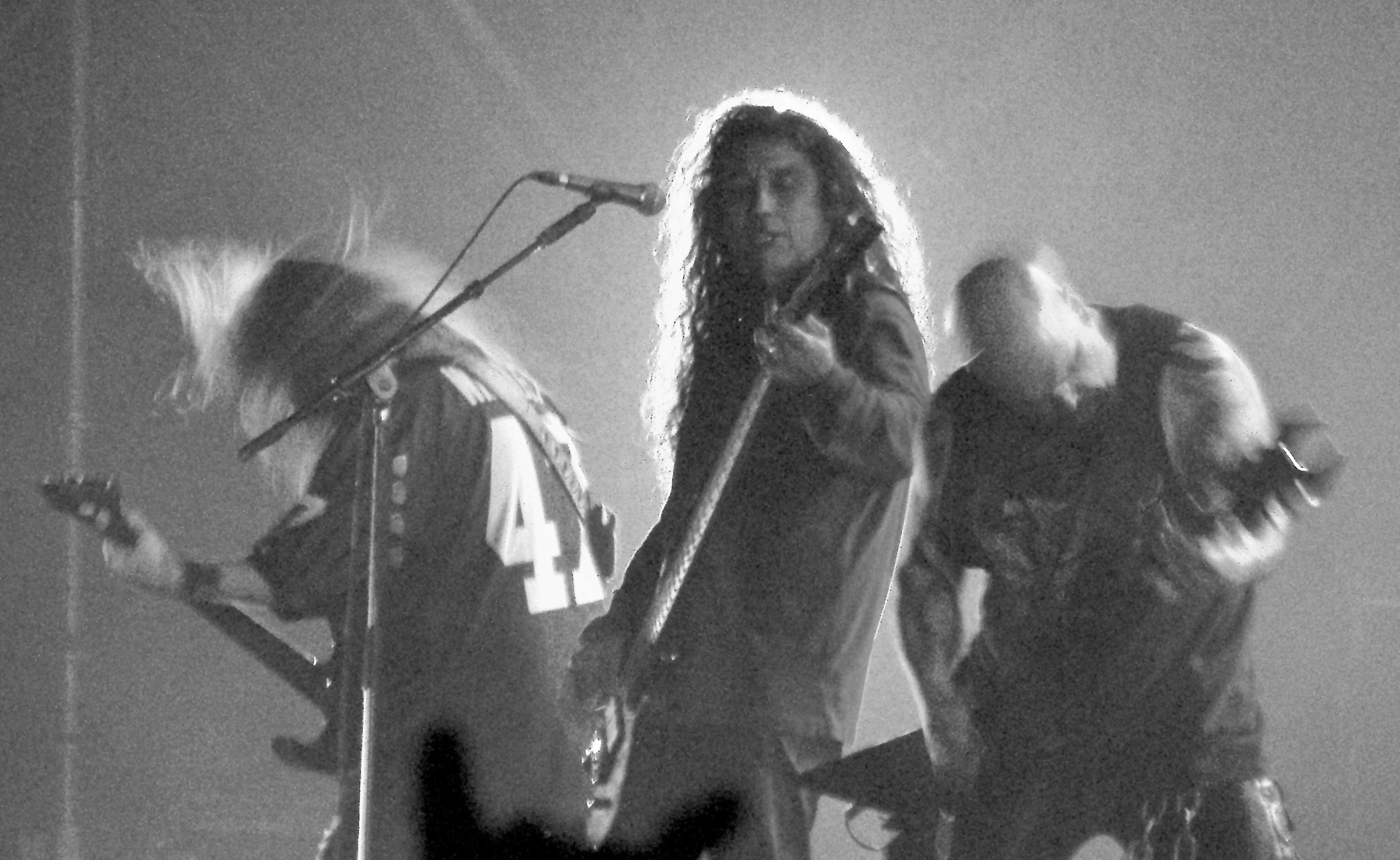
قامت الفرقة بتأدية الأغنيتين "آنجيل أوف ديث" و"راينينغ بلود" في كل عرض مباشر تقريبًا

أصبحت الأغنيتان «راينينغ بلود» و«آنجيل أوف ديث» دائمتي الوجود تقريبًا ضمن قوائم الأغاني التي تحضّرها «سلاير» لعروضها المباشرة، كما كانتا الأغنيتين المفضلتين لدى هانيمان لتأديتهما على الهواء. وأدت الفرقة الألبوم «راين إن بلود» بالكامل في نهاية عام 2004 في جولة بعنوان «ستيل راينينغ (Still Reigning)». وأُصدر دي في دي بنفس اسم الجولة، تضمَّن شارة نهاية غطِّي فيها أعضاء الفرقة بِدم مزيف خلال تأديتهم للأغنية «راينينغ بلود». وقال كينغ لاحقًا بأن فكرة تأدية الألبوم «راين إن باود» بأكمله كانت مقترحة من جانب مكتب الحجز الخاص بالفرقة، لكن قوبلت الفكرة عندئذ بدعم ضعيف.
على الرغم من كون الألبوم محذوفًا من عدد من الحفلات الموسيقية بسبب ضيق الوقت، قالت الفرقة مرات عديدة أنها تستمتع بتأدية الألبوم بكامله، حيث قال هانيمان: لا نزال نستمتع بتأدية هذه الأغاني على الهواء، نحن نؤدي هذه الأغاني أكثر وأكثر وأكثر، لكنها أغانٍ جيدة، أغانٍ عنيفة! إذا كان الألبوم أغاني مرتبطة باللحن أو من نوع 'صفق بيديك'، ربما كان من الجنون أن تؤدي تلك الأغاني في كل ليلة، لكن أغانينا ذات لحن متواصل وشديد." أمضت الفرقة 70 دقيقة على خشبة المسرح، حيث سمحت فقط بسبع أو ثماني أغانٍ إضافية لتأديتها بعد تأدية الألبوم، وقال كيري كينغ أن أسلوب تنظيمه "نفَّر الكثير من الناس." لكن في جولة "أنهولي أليانس (Anholy Alliance)" لعام 2004، قامت الفرقة بتأدية الألبوم كاملًا، حيث كان الألبوم هو آخر 10 أغانٍ في مجموعة الأغاني التي أدتها الفرقة لإنهاء العرض. وقامت الفرقة أيضًا بتأدية الألبوم كاملًا في مهرجان "أيل بي يور ميرور لندن (I'll Be Your Mirror London)" في مايو من العام 2012، وأُعلن في مايو 2014 عن نية الفرقة تأدية الألبوم كاملًا في مهرجان "رايوت فيست (Riot Fest)" في شيكاغو ودينفر.

## الجدل

### العمل الفني
رفضت «تسجيلات كولومبيا»، الشركة الناشرة في «تسجيلات ديف جام» إصدار الألبوم نظرًا لما يحتويه من أسلوب كلمات جدلي ومظهره الفني، وفي النهاية كان الألبوم قد تم نُشر بواسطة شركة «تسجيلات غيفن»، لكنه لم يظهر في قائمة التسجيلات المصدَرة لخاصة بها نظرًا لجدليته.

### نمط كلمات الألبوم
قررت "سلاير" من أجل إصدار الألبوم، أن تترك العديد من الأنماط التي ارتادتها في ألبومها السابق "هيل أويتس"، وأن تكتب عن مشاكل كانت أكثر في مرحلة الطريق. تتضمن كلمات الألبوم تأملات في الموت، واللادينية، والاختلال العقلي، والقتلة، في حين كانت الأغنية الرئيسية في الألبوم، "آنجيل أوف ديث" تتضمن تجارب على البشر تم تنفيذها في معسكر أوشفتز من قِبل جوزيف منغيله، الذي لُقب بـ"ملاك الموت (The Angel of Death)" من قِبل السكان. أشارت الأغنية إلى اتهامات بالتعاطف مع النازية، والعنصرية، التي لاحقت الفرقة طوال مسيرتها، كتب هانيمان كلمات الأغنية بعدما ألهمته الكتب التي قرأها عن جوزيف منغيله خلال إحدى جولات "سلاير"، لكنه اشتكى من أن الناس في أكثر الأحيان يحرفون كلمات الأغاني، وأوضح قائلًا: "لم أضع شيئًا يقول بالضرورة أنه كان رجلًا سيئًا، لأنه بالنسبة لي─حسنًا، أليس ذلك واضحًا؟ يجب ألا أكون في حاجة لأخبرك بذلك.

## أغلفة الأغاني
قامت توري أموس بتصميم غلاف لأغنية «راينينغ بلود» في ألبومها «سترينج ليتل غيرلز (Strange Little Girls)» المصدَر عام 2001، رأى كينغ أن شكل الغلاف غريب، لكن الفرقة أعجبت بالغلاف كفاية لترسل أقمصة لها إلى توري أموس. كما تم تغليف الأغنية بواسطة كل من «ميلفولينت كريشن (Malevolent Creation)»، و«كايميرا (Chimaira)»، و«فيدر (Vader)»، و«دوكاكا (Dokaka)»، و«ريغي آند ذا فل إفيكت (Reggie and the Full Effect)»، و«كيليك إريك هيندز (Killick Erik Hinds)».
وقامت الفرقة الداعمة لفرقة «سلاير»، وهي «ديد سكين ماسك (Dead Skin Mask)»، بإصدار ألبوم يتضمن ثماني أغاني لـ«سلاير»، أحدها كانت «آنجيل أوف ديث»، وذلك عام 2005،، وقامت فرقة «منستروسيتي (Monstrosity)» بإصدار غلاف للأغنية عام 1999، في حين ضُمّنت الأغنية في الألبوم المصدَر عام 2006 «أمبليفايد / أديكيد أوف راينفنتينغ ذا سيلو (Amplified / A Decade of Reinventing the Cello)» للفرقة الكلاسيكية «أبوكاليبتيكا (Apocalyptica)». كما تم إصدار ألبوم إضافي بعنوان "أل سور ديل أبسيمو (بالإسبانية: Al Sur del Absimo)"، تم جمعه بواسطة شركة «هيرلينغ ميتال ريكوردز (Hurling Metal Records)»، ويتضمن ست عشرة أغنية تمت تأديتها بواسطة فرَق ميتال أرجنتينية، ومن تلك الأغاني نسخة من أغنية «آنجيل أوف ديث» تمت تأديتها بواسطة فرقة "أسينيسيا (بالإسبانية: Asinesia)".

## الثقافة العامة
ظهرت الأغنية «راينينغ بلود» في الحلقة رقم 127 من المسلسل «ساوث بارك»، التي أذيعت في السادس عشر من مارس 2005، كما ظهرت «آنجيل أوف ديث» في أفلام عديدة، مثل «غريملنز 2 (Gremlins 2)»، حيث ظهرت في المشهد الذي تحولت فيه شخصية موهاوك (Mohawk) إلى عنكبوت، وظهرت أيضًا في الفيلم «جاك آس: الفيلم (Jackass: The Film)» في إحدى مشاهد المخاطرة في قيادة السيارات، وظهرت كذلك في الفيلم الوثائقي عن حرب العراق: «ساوند تراك تو وور (Soundtrack to War)».

## قائمة الأغاني
جميع الأغاني من تأليف سلاير. 
| 1.            | "آنجيل أوف ديث (Angel of Death)"           | كلمات وموسيقى: جيف هانيمان           | 4:51  |       |       |       |       |       |       |       |       |
| 2.            | "بيس باي بيس (Piece by Piece)"             | كلمات وموسيقى: كيري كينغ             | 2:03  |       |       |       |       |       |       |       |       |
| 3.            | "نيكروفوبيك (Necrophobic)"                 | كلمات وموسيقى: هانيمان وكينغ         | 1:40  |       |       |       |       |       |       |       |       |
| 4.            | "ألتار أوف ساكريفايس (Altar of Sacrifice)" | كلمات: كينغ موسيقى: هانيمان          | 2:50  |       |       |       |       |       |       |       |       |
| 5.            | "جيسوس سيفز (Jesus Saves)"                 | كلمات: كينغ موسيقى: هانيمان وكينغ    | 2:54  |       |       |       |       |       |       |       |       |
| 6.            | "كريمينالي إنسين (Criminally Insane)"      | كلمات وموسيقى: هانيمان وكينغ         | 2:23  |       |       |       |       |       |       |       |       |
| 7.            | "ريبورن (Reborn)"                          | كلمات: كينغ موسيقى: هانيمان          | 2:12  |       |       |       |       |       |       |       |       |
| 8.            | "إبيديميك (Epidemic)"                      | كلمات: كينغ موسيقى: هانيمان وكينغ    | 2:23  |       |       |       |       |       |       |       |       |
| 9.            | "بوست مورتين (Postmorten)"                 | كلمات وموسيقى: هانيمان               | 3:27  |       |       |       |       |       |       |       |       |
| 10.           | "راينينغ بلود (Raining Blood)"             | كلمات: هانيمان وكينغ موسيقى: هانيمان | 4:14  |       |       |       |       |       |       |       |       |
| المدة الكلية: | المدة الكلية:                              | 28:57                                | 28:57 | 28:57 | 28:57 | 28:57 | 28:57 | 28:57 | 28:57 | 28:57 | 28:57 |

| 1. | "أغريسيف بيرفكتر (Aggressive Perfector)"      | كلمات وموسيقى: هانيمان وكينغ | 2:30 |
| 2. | "كريمينالي إنسين (Criminally Insane)" (ريمكس) | كلمات وموسيقى: هانيمان وكينغ | 3:18 |

## توزيع العمل
- توم أرايا – غيتار البيس، والغناء.
- جيف هانيمان – غيتار رئيسي وغيتار إيقاعي.
- كيري كينغ – غيتار رئيسي وإيقاعي.
- ديف لومباردو – التطبيل.

الإنتاج
- ريك روبن – الإنتاج.
- لاري كورال – العمل الفني.
- هوي واينبيرغ – الماسترينغ الصوتي.
- آندي واليس – هندسة الصوت.

## القوائم والشهادات
| القائمة                                          | أعلى مرتبة وصل إليها الألبوم |
| ------------------------------------------------ | ---------------------------- |
| ألبومات اليابان (أوريكون)                        | 264                          |
| ألبومات المملكة المتحدة (شركة الألبومات الرسمية) | 47                           |
| ألبومات الولايات المتحدة (بيلبورد 200)           | 94                           |

| المنطقة          | الشهادة | عدد المبيعات |
| ---------------- | ------- | ------------ |
| الولايات المتحدة | ذهبية   | 500 ألف      |

## مصدر مكتوب
- Weisbard، Eric؛ Marks, Craig (1995). Spin Alternative Record Guide. Vintage Books. ISBN:0-679-75574-8.

## وصلات خارجية
- راين إن بلود على موقع أول موفي (الإنجليزية)
- راين إن بلود نسخة محفوظة 16 أبريل 2013 at Archive.is (أدوبي فلاش) في موقع Radio3Net (نسخة مرخصة)